# Bill Bixby
Wilfred Bailey Everett "Bill" Bixby III (São Francisco, 22 de janeiro de 1934 – Los Angeles, 21 de novembro de 1993) foi um ator, diretor, produtor executivo e apresentador de televisão norte-americano.
Entre muitos outros trabalhos que fez em seus mais de trinta anos de carreira, ficou muito conhecido quando protagonizou a série de televisão O Incrível Hulk, exibida originalmente entre 1978 e 1982, em que atuou e produziu. Com o término da série, participou de filmes de televisão que deram continuidade à história do Hulk até a sua morte, contada no filme de 1990 intitulado A Morte do Incrível Hulk. Apareceu também em forma de desenho em um episódio de Os Padrinhos Mágicos.
O pai de Bixby morreu de um ataque cardíaco em 1971, um mês antes do primeiro casamento de Bill. Suas cinzas foram espalhadas no Pacífico, ao largo da costa de Malibu.
Bixby foi casado três vezes. Seu primeiro casamento foi com a atriz Brenda Benet, em 4 de julho de 1971. Ela deu à luz seu filho Christopher, em 25 de setembro de 1974. Benet estrelou com ele a série O Mágico, em 1973, fez um episódio de The Love Boat, em 1977, e participou da série The Incredible Hulk, em 1980, pouco antes de eles se divorciaram. Em 1 de março de 1981, o filho de Bixby, de seis anos de idade, Christopher, morreu repentinamente de uma rara infecção da garganta (epiclotite). Suas cinzas foram espalhadas no Oceano Pacífico, perto de Malibu, como o seu avô. Brenda Benet cometeu suicídio, em abril de 1982, aos 36 anos de idade, atirando em sua cabeça, após cair em profunda depressão pela morte de seu filho.
Em 1989, Bill conheceu Laura Michaels, que tinha trabalhado em um dos seus filmes do Hulk. Eles se casaram um ano mais tarde, no Havaí. No início de 1991, Bixby foi diagnosticado com câncer de próstata e submetido a tratamento. Ele havia se divorciado no mesmo ano. No final de 1992, amigos apresentaram-lhe a artista Kliban Judith, viúva de B. Kliban, um caricaturista que tinha morrido de uma embolia pulmonar. Bixby e Judith se casaram no final de 1992, apenas seis semanas antes de encerrar sua direção na série Blossom.
No início de 1993, após começar a circular rumores sobre sua saúde, Bixby revelou ao público sua doença, discutindo sobre ela e sobre a energia necessária para mantê-lo vivo. Como resultado, ele fez várias aparições como convidado em shows, tais como, The Entertainment Tonight, The Today Show e Good Morning America, dentre muitos outros.
O câncer de Bixby progrediu e foi diagnosticado como terminal. Em 21 de novembro de 1993, seis dias após a sua atribuição definitiva sobre a série Blossom, ele morreu de complicações de câncer de próstata, em Century City, Califórnia. Sua esposa e um amigo de longa data do ator, Dick Martin, estavam a seu lado. Suas cinzas encontram-se na propriedade Kliban Maui. Uma semana após sua morte, a família de Judith construiu um memorial privativo para o ator.

## Filmografia
Segue abaixo uma seleção de séries e filmes:
- Série cômica Meu Marciano Favorito (My Favorite Martian) pela CBS americana - 1963.
- Filme Ride Beyond Vengeance - faroeste de 1966.
- Filme Doctor, You've Got to Be Kidding - 1967.
- Filme Clambake, com Elvis Presley (como James J. Jamison III, jovem rico e playboy) - 1967.
- Filme Speedway, com Elvis Presley (como Kenny Donford, empresário de Elvis nas corridas) - 1968.
- The Courtship of Eddie's Father, pela ABC - 1969.
- The Magician, pela NBC - 1973.
- The Apple Dumpling Gang - filme faroeste da Disney de 1975.
- Participou da série The Streets of San Francisco para a TV Americana, de 1974 a 1976.
- The Incredible Hulk (O Íncrivel Hulk) - 1978.
- The Incredible Hulk Returns (A Volta do Incrível Hulk) - 1988.
- The Trial of the Incredible Hulk (O Julgamento do Incrível Hulk) - 1989.
- The Death of the Incredible Hulk (A Morte do Incrível Hulk) - 1990.